# ドーチョくん
ドーチョくんは北海道の電子申請届出窓口のマスコットキャラクターである。

## プロフィール
ドーチョくんのプロフィールは下記の通りである。
- 北海道生まれ
- 性格はやさしくて、はにかみやである
- お父さん、お母さんも北海道で暮らしている
- ある日、申請書をもらいに北海道庁本庁舎に入ろうとしたら、頭が引っかかって入れず電子申請を決意
- 赤れんがの建物にすっぽり入って、皆さんと写真に収まるのが大好きである

## ドーチョくんグッズ
ドーチョくんグッズの店頭販売は道庁赤れんが庁舎内の売店のみであり、携帯ストラップやステッカーなどが販売されている。また、これらのグッズを製作する会社のウェブサイトからもオンラインで購入することができる。

## その他
- 2006年に北海道議会[3]でドーチョくんについての質疑があり、「2年間で5万円しか稼いでいないということでちょっと稼ぎが悪い」と議員から指摘されたことがある。
- かつて北海道のゼロ予算事業「赤レンガ・チャレンジ事業」の一つとして電子申請の普及促進等につなげるため広告物やホームページなどでキャラクターを活用する事業が認定されていたが、著作権利用許諾の実績がなく、かつ現在運用されている電子申請システムにこのキャラクターが登場しないことなどから認定が取り消されている。